# Ла-Рошель-4
Ла-Рошель 4-й кантон (фр. Canton de La Rochelle-4) — кантон во Франции, находится в регионе Пуату — Шаранта. Департамент кантона — Шаранта Приморская. Входит в состав округа Ла-Рошель. Население кантона на 2006 год составляло 12 245 человек.
Код INSEE кантона 1742. Всего в кантон Ла-Рошель 4-й кантон входят 1 коммун, из них главной коммуной является Ла-Рошель 4-й кантон.

## Коммуны кантона
- Ла-Рошель  — население 12.245 чел.